# Saadia Zahidi
Saadia Zahidi é diretora executiva do Fórum Econômico Mundial. Ela dirige o Centro do Fórum para a Nova Economia e Sociedade. Ela é co-autora dos relatórios do Fórum sobre Futuro dos Trabalhos, Lacuna Global de Gênero, Revolução de Requalificação e Capital Humano Global.

## Vida pregressa
Saadia Zahidi cresceu no Paquistão. Ela obteve um diploma de bacharel em Economia pelo Smith College, um mestrado em Economia Internacional pelo Graduate Institute Geneva e um MPA pela Harvard University.

## Fórum Econômico Mundial
Sua atuação junto ao Fórum Econômico Mundial se deu na seguinte cronologia: Economista (2003-2005); Chefe do Programa de Paridade de Gênero (2005-2011); Chefe da Sociedade Civil (2008-2011); Chefe de Iniciativas de Emprego e Género (2013-2016); Responsável pela área de Educação, Gênero e Trabalho (2016-2018); Chefe do Centro para a Nova Economia e Sociedade e Membro do Conselho de Administração (2018-atual).

## Publicação
Ela ganhou o primeiro Financial Times e McKinsey Bracken Bower Prize para jovens autores de negócios por sua proposta de livro de negócios "Womenomics in the Muslim World". O livro foi publicado como "O Levante de 50 milhões: A Nova Geração de Mulheres Trabalhadoras Transformando o Mundo Muçulmano", pela Bold Type Books, em 2018, e listado para o prêmio Financial Times e McKinsey Business Book of the Year do mesmo ano. 

## Reconhecimentos
- 2013 - BBC's 100 Women.[9]
- 2014 - BBC's 100 Women.[10]
- 2014 - Prêmio Bracken Bower inaugural do Financial Times/McKinsey.[5]
- 2018 - FT/Mckinsey Business Book of the Year.[5]